# Dark Princess
Dark Princess або Dark Princess Olga Romanova — російський готик-метал гурт, заснований у 2004 році.

Дебютний альбом Dark Princess Olga Romanova «Without You» вийшов в червні 2005 р.

У серпні 2005 р. для живих виступів був створений гурт Dark Princess, записувати ж музичний матеріал продовжували Віталій Панчіх і Михайло Гуз.

В цей же час почався запис нового альбому Stop My Heart. Альбом з'явився у продажу 7 листопада 2006 року.

У червні 2007 завершився запис російськомовного альбому «Жестокая Игра». Альбом з'явився на прилавках музичних магазинів 16 грудня 2007 р. До нього увійшли російськомовні версії десяти вже виконаних англійською мовою пісень з альбому «Without You» і «Stop My Heart», дві нові англомовні композиції та ремікс на пісню «Жестокая Игра».

## Склад гурту
Ольга Романова — вокал;

Михайло Гуз (лідер-гітарист і композитор всіх пісень рок групи Forgive Me Not);

Степан Зуєв (клавішник Dark Princess);

Олександр Любимов (гітарист Dark Princess);

Томазо Альбіноні — композитор.

## Дискографія
2005 — Without You

2006 — Stop My Heart

2007 — «Жестокая игра»

## Відео
- With Myself
- We can not fly so high